# King Pleasure
King Pleasure, geboren als Clarence Beeks (Oakdale, 24 maart 1922 - Los Angeles, 21 maart 1981), was een Amerikaanse jazzzanger.

## Biografie
King Pleasure groeide op in Cincinnati. In 1949 won hij in New York een concours in het Apollo Theater, hetgeen hem een spoedige carrière opende. Zijn opname van Moody's Mood for Love, een door Eddie Jefferson (de pionier van de vocalese) van tekst voorziene zangversie van James Moody's solo over I'm in the Mood for Love uit 1949, werd in 1952 een hit in de Verenigde Staten. Zijn popularisering van de zogenaamde vocalisering, dat ook werd overgenomen door de zangformatie Lambert, Hendricks & Ross, bezorgde hem in 1953 de overwinning van de DownBeat-poll. King Pleasure verkreeg daarna zangversies van Parker's Mood  (ook naar een presentatie van Jefferson) en van soli van Stan Getz en Illinois Jacquet. Na verdere opnamen tot begin jaren 1960 woonde hij daarna vergaand teruggetrokken aan de westkust.

## Overlijden
King Pleasure overleed in maart 1981 drie dagen voor zijn 59ste verjaardag .

## Discografie
- 1958: King Pleasure Sings / Annie Ross Sings
- 1960: Golden Days
- 1992: Moody's Mood for Love (Blue Note Records, cd)